# Biblioteca Central de Liverpool
La Biblioteca Central de Liverpool (Liverpool Centra Library) es la más grande de las 22 bibliotecas de Liverpool, Inglaterra, y está situada en el centro de la ciudad.

## Historia
La biblioteca está ubicada en varios edificios históricos contiguos en William Brown Street. Su primer edificio fue el edificio de la Biblioteca y Museo William Brown , que se completó en 1860 según los diseños de John Weightman Surveyor to Liverpool Corporation, (que no debe confundirse con su casi contemporáneo John Gray Weightman )  y que siempre ha compartido con el museo de la ciudad, ahora conocido como World Museum Liverpool. Luego, la biblioteca se amplió más a la derecha con la adición en 1879 de la Sala de Lectura de Picton y en la parte trasera con la Biblioteca Hornby en 1906. Los tres son edificios catalogados de Grado II * y están construidos en un estilo clásico.
Antes de la creación de esta biblioteca pública fue la primera biblioteca de suscripción de Inglaterra (1758-1942), últimamente conocida como The Lyceum, Liverpool, pero a menudo conocida como la Biblioteca de Liverpool.
750 000 personas visitaron el museo en 2017. En 2018, la biblioteca ganó el premio Biblioteca del año.

## Reconstrucción
En mayo de 2008 se anunció que algunos de los complejos de edificios que albergan la Biblioteca Central serían demolidos y reemplazados por edificios modernos adecuados para su uso con servicios de TI modernos. Los edificios históricos del complejo se renovarían para proporcionar instalaciones modernas y fueron diseñados por los arquitectos Austin-Smith:Lord.  En octubre de 2009 se mostró al público la reconstrucción propuesta. l
El edificio reformado cuenta con un atrio central, con una serie de plantas diáfanas. El atrio está coronado por una cúpula de cristal y el edificio tiene una azotea con vistas al centro de la ciudad.  A la entrada de la biblioteca hay una pasarela de granito de 22 metros, con incrustaciones de títulos de clásicos literarios. Los títulos contienen un acertijo, una serie de letras resaltadas en rojo que deletrean el título de un artículo pequeño pero llamativo de la colección de la biblioteca.

## Grupo de biblioteca
Es miembro de Libraries Together: Liverpool Learning Partnership (evolucionado de Liverpool Libraries Group) que se formó en 1990. En virtud de la cual, un lector registrado en cualquiera de las bibliotecas puede tener derechos de acceso a las otras bibliotecas dentro de la asociación.

## Galería

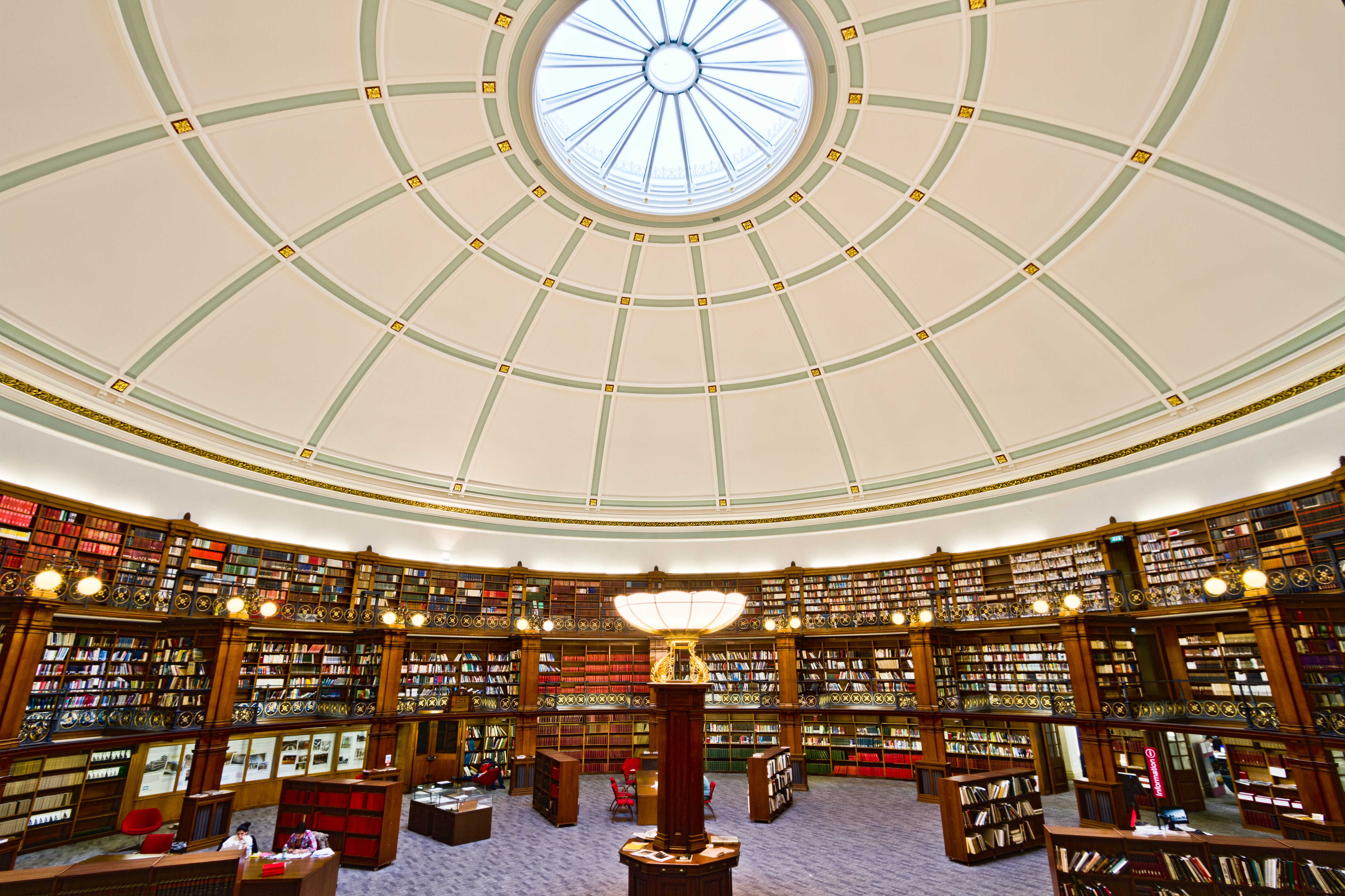
Zona de lectura Picton
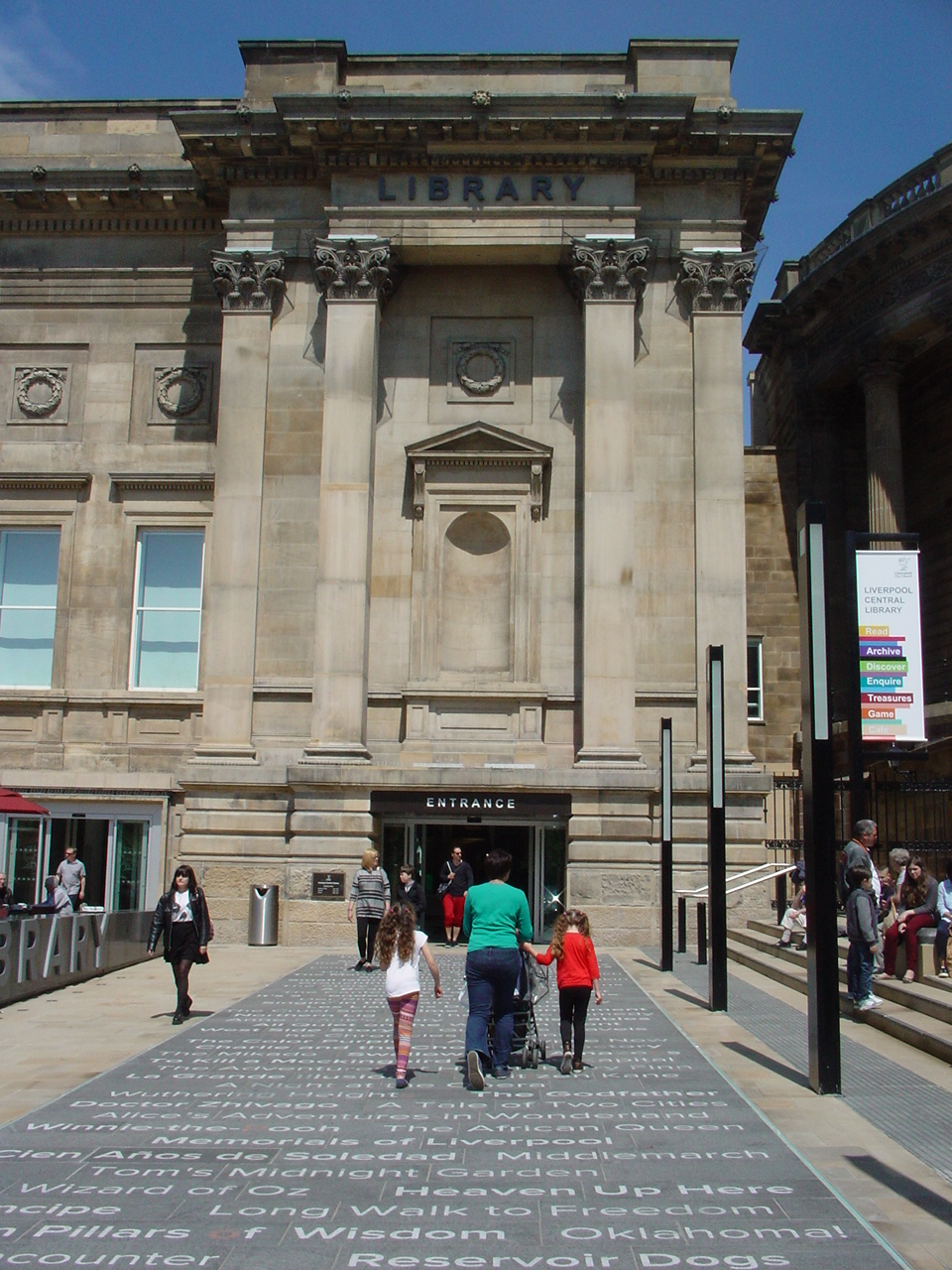
Entrada principal de  Liverpool Central Library
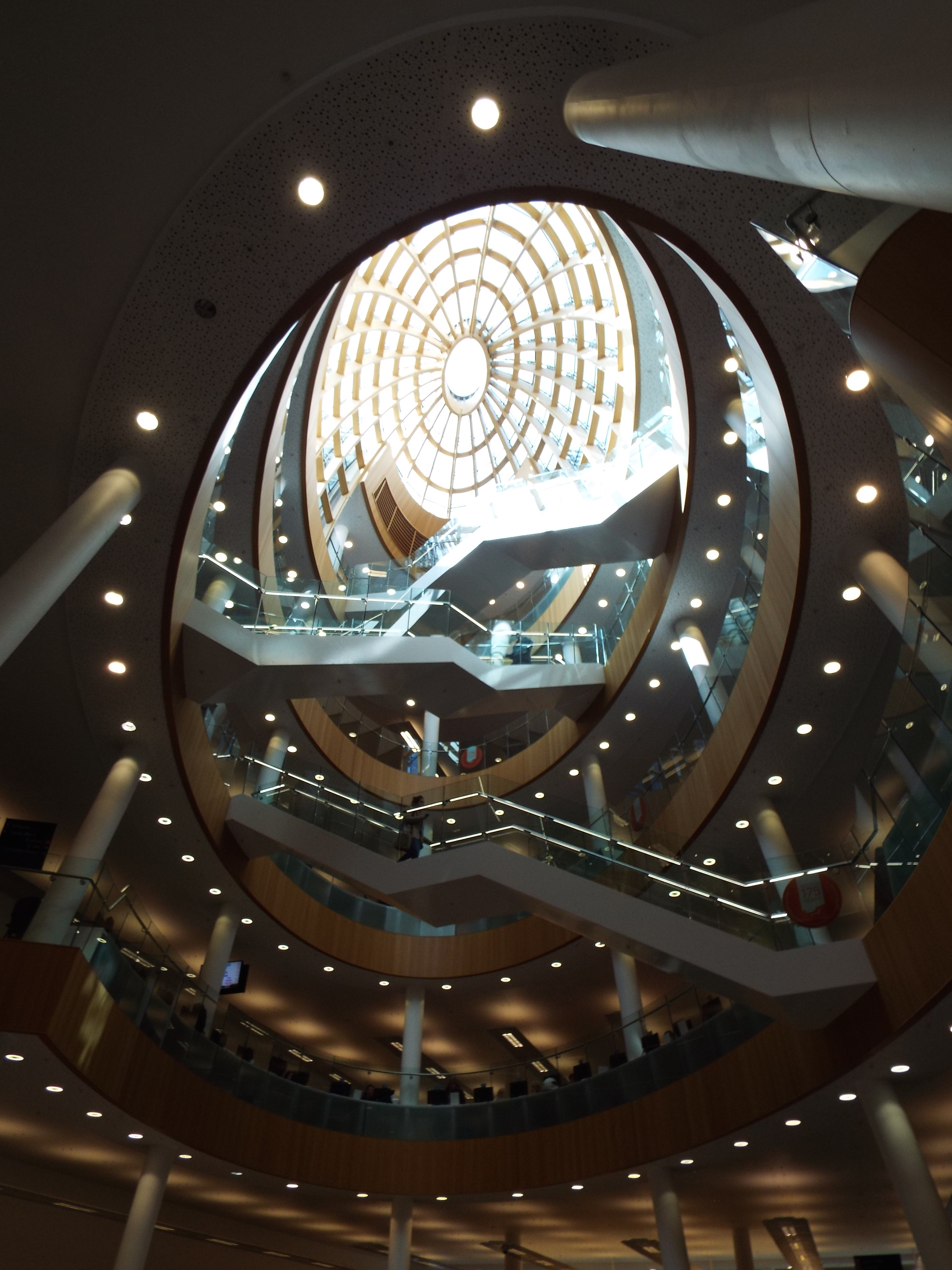
Escaleras de atrio de la Liverpool Central Library
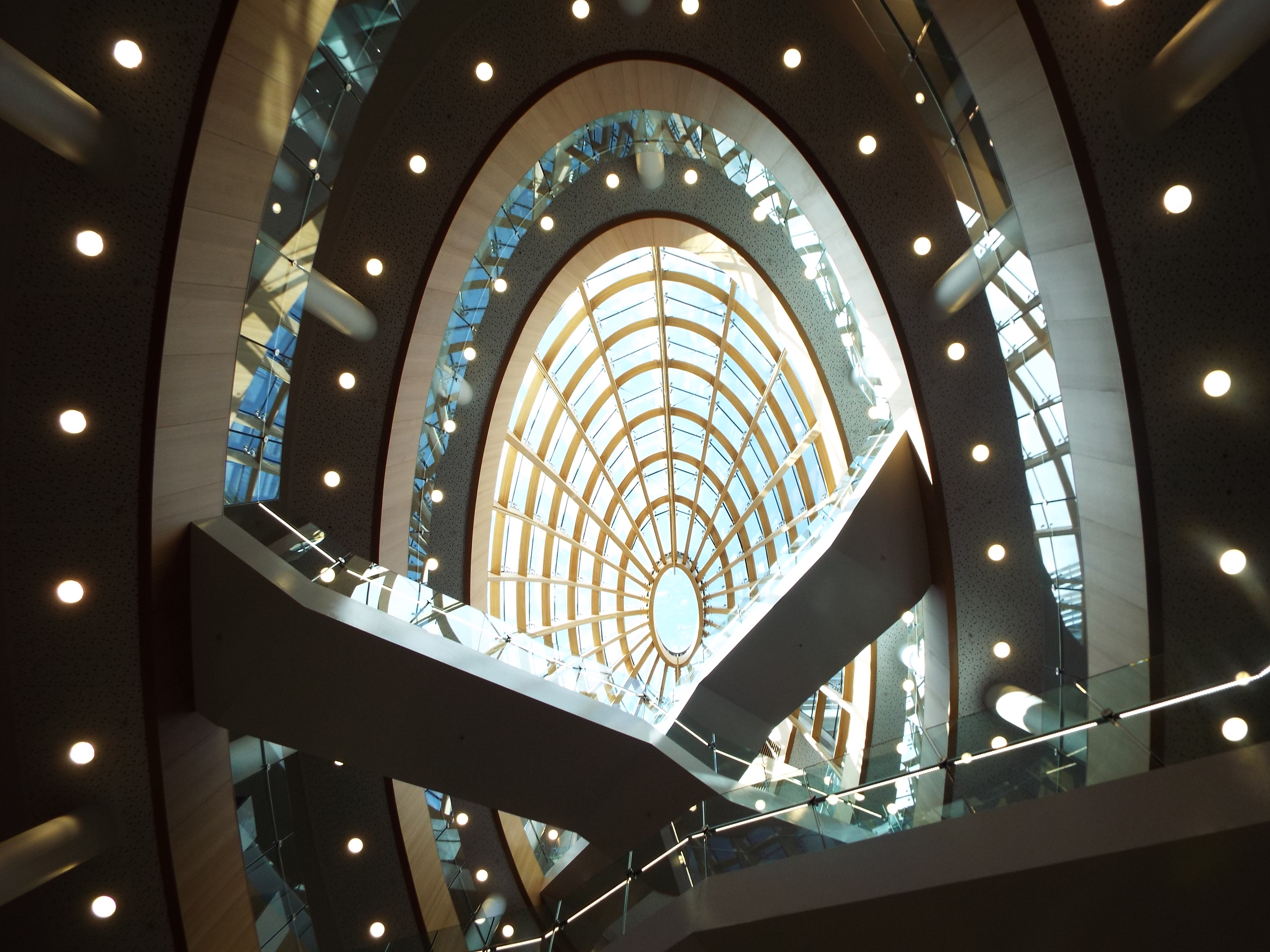
EScalera del atrio Liverpool Central Library.
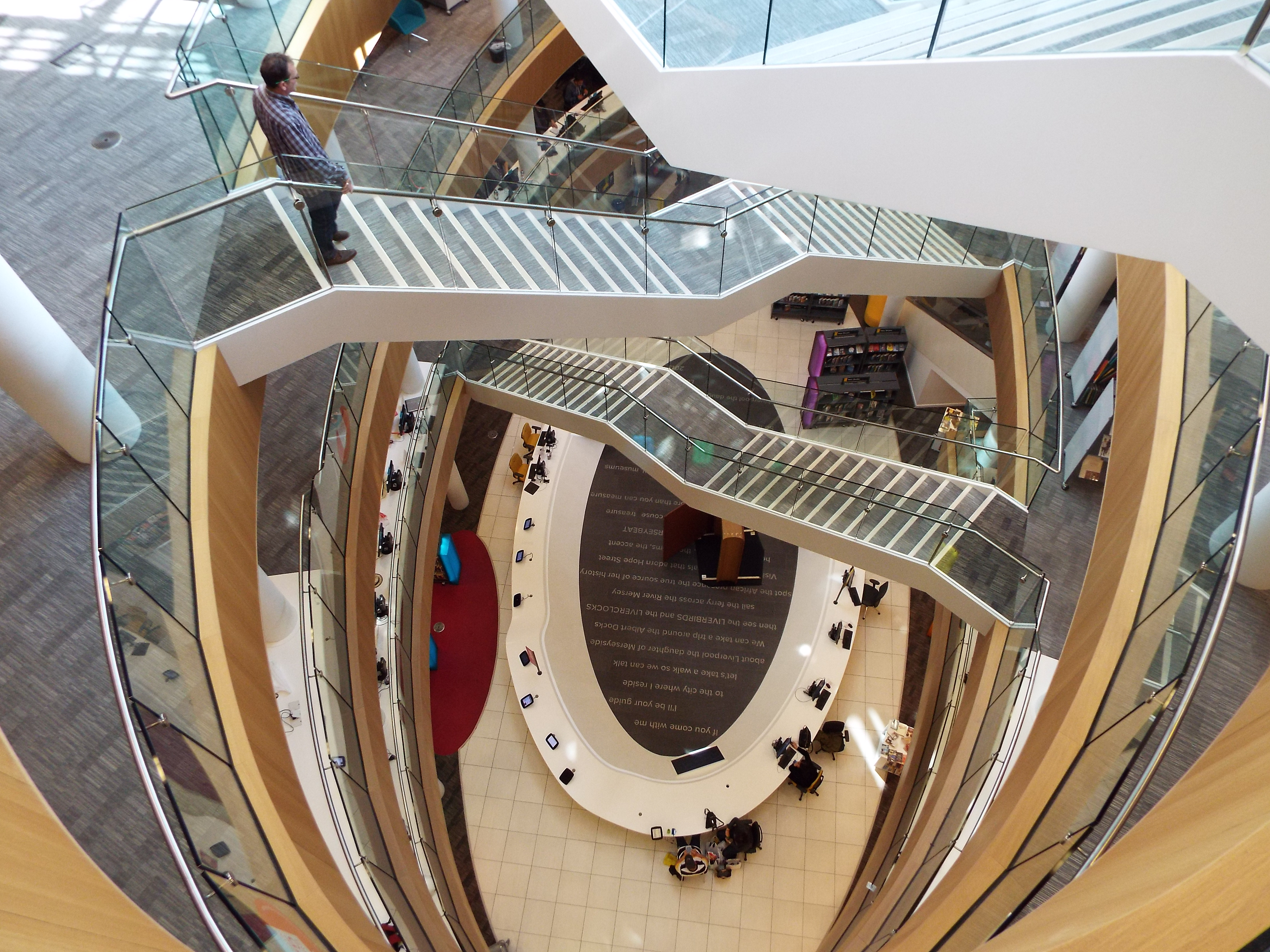
Escalera del atrio vista desde arriba
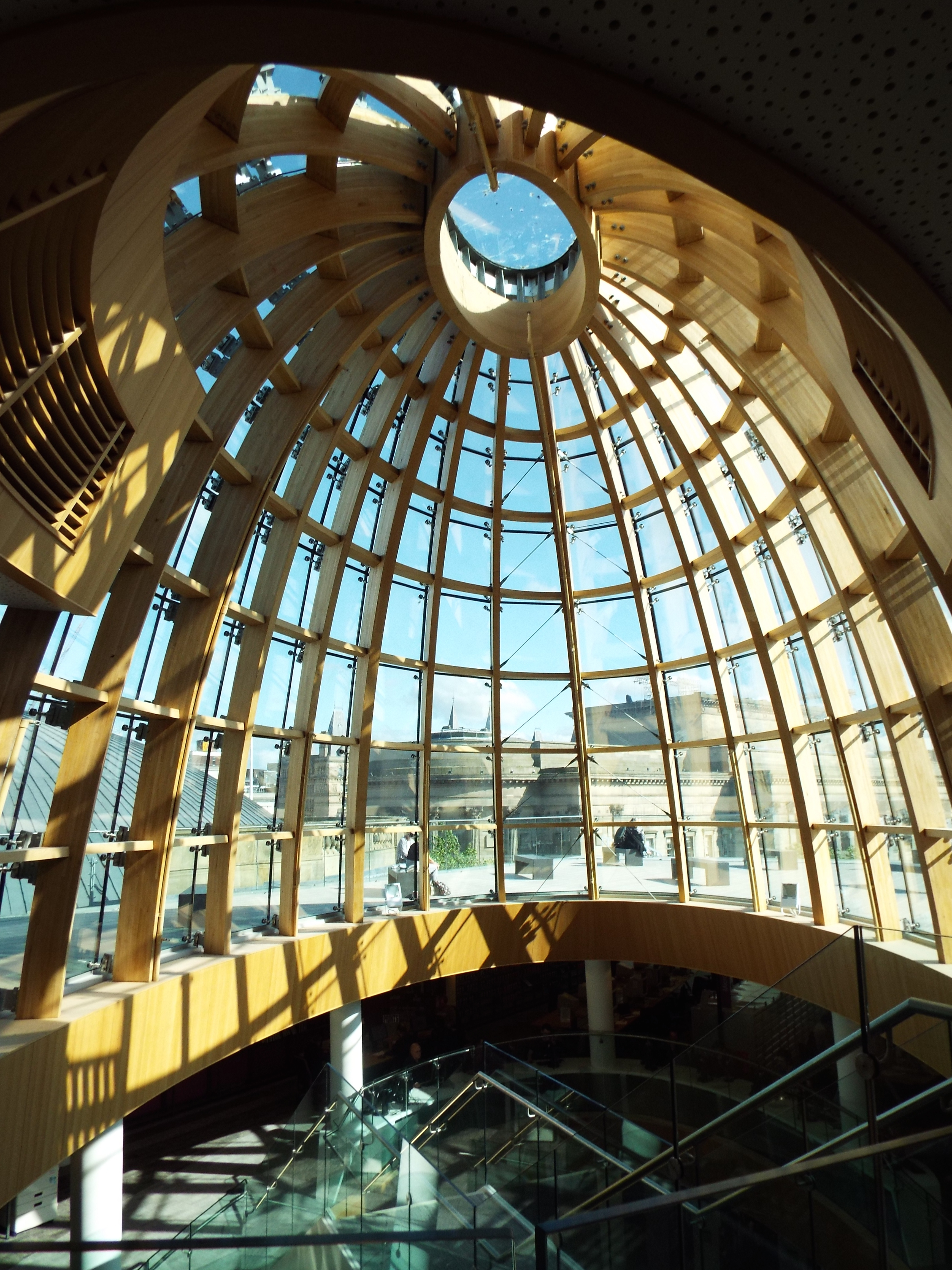
Escalera del atrio, con estructura de cristal del tejado
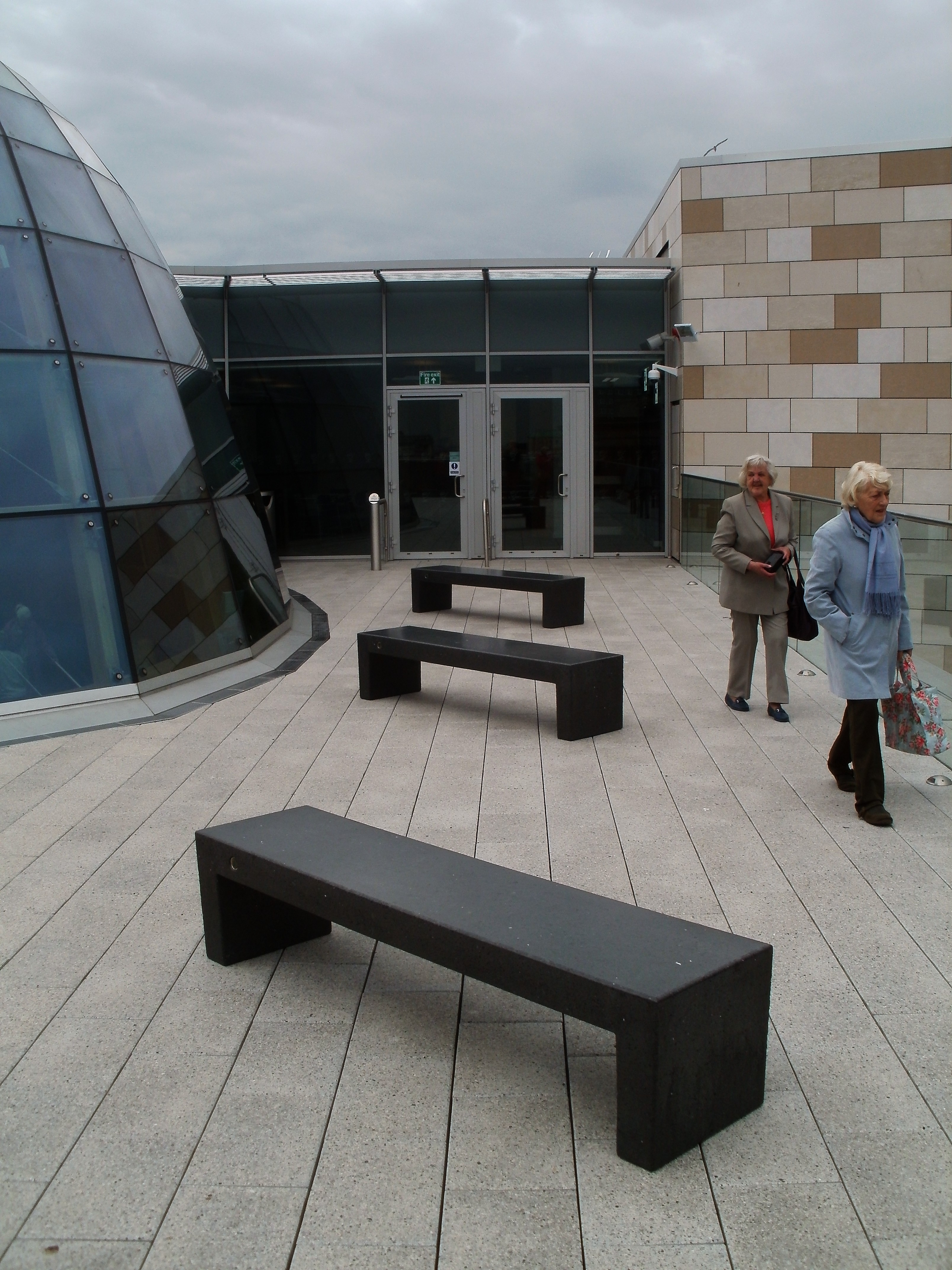
Terraza de la Liverpool Central Library